# Hunayn ibn Ishaq

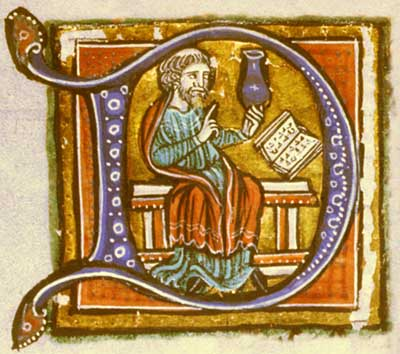
Illuminare van het Iluminure from the Hunayn ibn-Ishaq al-'Ibadi manuscript van Isagoge

Hunayn ibn Ishaq (Arabisch : أبو زيد حنين بن إسحاق العبادي) (Hira, 808 - Bagdad, 873) stond ook bekend onder zijn Latijnse naam Joannitius. Ibn Ishaq was een christelijk Arabisch fysicus, wetenschapper en arts.

## Opleiding
Hunayns vader was Ishaq, een apotheker uit Hira, een plaats in de buurt van Bagdad. Zijn familie behoorde tot de aanhangers van het Syrische nestorianisme. Hunayn studeerde medicijnen bij Yuhanna ibn Masawayh in Bagdad, eveneens een nestoriaanse christen. Na zijn opleiding vertrok hij naar Alexandrië waar hij Grieks studeerde en later naar Basra, waar hij Arabisch leerde.
Hierna keerde hij naar Bagdad terug waar hij vertaler in het Huis der Wijsheid werd. Hij leidde expedities naar Egypte, Syrië en Palestina om werken te halen die vervolgens onder zijn leiding vertaald werden.
Zijn zoon Ishaq ibn Hunayn, sterk beïnvloed door zijn vader, is beroemd vanwege zijn vertaling naar het Arabisch van Euclides' Elementen.